# Антон Миранчук
Антон Миранчук е руски футболист, полузащитник на Сион и руския национален отбор. Има брат-близнак, Алексей, който също играе за московските „железничари“.

## Кариера
Започва да тренира футбол в юношеския отбор „Олимп“ в родния си Славянск на Кубан. С брат си Алексей е привлечен в школата на Спартак (Москва), но и двамата са обявени за безперспективни и освободени. През 2011 г. братята преминават в Локомотив (Москва). Антон дебютира за мъжкия отбор на Локомотив в мач от Купата на Русия срещу Ротор на 30 октомври 2013 г. В следващите сезони играе само в младежкия отбор и през 2016 г. е даден под наем на естонския Левадия (Талин). За Левадия дебютира в среща срещу ЯК Нъме Калю, като вкарва и победния гол в мача. Общо през сезона вкарва 14 попадения в 30 мача и става водещ голмайстор на отбора. След завръщането си в Локомотив през сезон 2016/17 записва 3 мача в Премиер лигата.
През сезон 2017/18 става титулярен футболист в тима на Юрий Сьомин, като изиграва 29 мача и вкарва 4 гола. Същата година става шампион на Русия в тима на „железничарите“.

## Национален отбор
Дебютира за националния отбор на Русия на 7 октомври 2017 г. в мач с Южна Корея. През 2018 г. попада в състава на „Сборная“ за световното първенство.

## Успехи
- Шампион на Русия – 2017/18